# Національна партія (Уругвай)
Національна партія (ісп. Partido Nacional) також відома як «Бланко» (blanco — «біла») — головна консервативна політична партія в Уругваї, зараз центральна опозиційна партія. Національна партія була однією з двох головних партій країни з часу оголошення незалежності (друга — «Колорадо»). На національних виборах 2004 року партія отримала 33 місця з 99 в Палаті Депутатів і 11 з 31 в Сенаті. Кандидат в президенти від Національної партії, Хорге Лараньяґа, отримав 35,1 % голосів виборців.